# Assur-bel-nisheshu

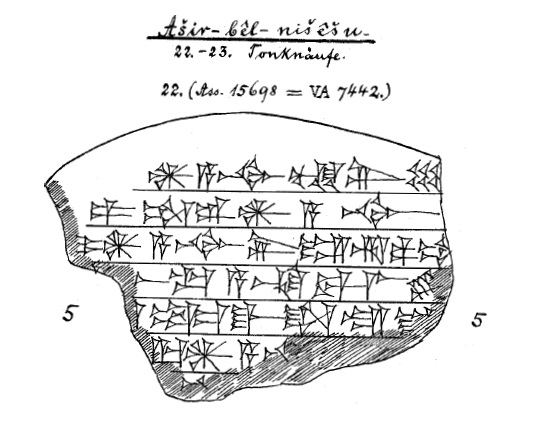
Arte lineal de Schroeder para un cono dedicatorio del rey asirio Aššūr-bēl-nīšēšu.

Assur-bel-nisheshu, rey asirio (1417 a. C. - 1409 a. C.) del llamado Imperio Medio.
Hijo y sucesor de Assur-nirari II. Según la Crónica sincrónica, firmó un acuerdo con el rey babilonio Karaindash con el que quedaron fijadas las fronteras de los respectivos reinos. De este rey nos han llegado algunas inscripciones, relativas a la construcción de las murallas de Assur, y otras de tipo jurídico.
Fue sucedido por su hijo, Assur-rim-nisheshu, tal vez mediante un golpe de Estado.
| Predecesor: Assur-nirari II | Rey de Asiria 1417-1409 a. C. | Sucesor: Assur-rim-nisheshu |